# Liste der Naturdenkmale in Großrinderfeld
| Naturdenkmale | Anzahl |
| ------------- | ------ |
| FND           | 5      |
| END           | 4      |
| Gesamt        | 9      |

Die Liste der Naturdenkmale in Großrinderfeld nennt die verordneten Naturdenkmale (ND) der im baden-württembergischen Main-Tauber-Kreis liegenden Gemeinde Großrinderfeld und deren Ortsteile (Großrinderfeld mit Hof Baiertal, Gerchsheim, Ilmspan und Schönfeld).
In Großrinderfeld gibt es insgesamt neun als Naturdenkmal geschützte Objekte, davon fünf flächenhafte Naturdenkmale (FND) und vier Einzelgebilde-Naturdenkmale (END).
Stand: 31. Oktober 2016.

## Flächenhafte Naturdenkmale (FND)
| Name                                                      | Bild | Kennung     | Einzelheiten   | Position | Fläche Hektar | Datum         |
| --------------------------------------------------------- | ---- | ----------- | -------------- | -------- | ------------- | ------------- |
| Dolinen Sinkloch                                          | BW   | 81280450003 | Großrinderfeld | ⊙        | 0,0           | 21. Dez. 1981 |
| Feuchtgebiet Binsenschlag/Stückgraben                     | BW   | 81280450006 | Großrinderfeld | ⊙        | 0,0           | 21. Dez. 1981 |
| Feuchtgebiet Hirschig                                     | BW   | 81280450004 | Großrinderfeld | ⊙        | 0,6           | 21. Dez. 1981 |
| Feuchtgebiet Vogelherd                                    | BW   | 81280450005 | Großrinderfeld | ⊙        | 0,9           | 21. Dez. 1981 |
| 2 Heckenstreifen „Hecke Hauch“, a) Hauch b) Im Roten Berg | BW   | 81280450008 | Großrinderfeld | ⊙        | 0,5           | 10. März 1992 |
| Legende für Naturdenkmal                                  |      |             |                |          |               |               |

## Einzelgebilde-Naturdenkmale (END)
| Name                                   | Bild | Kennung     | Einzelheiten   | Position | Fläche Hektar | Datum         |
| -------------------------------------- | ---- | ----------- | -------------- | -------- | ------------- | ------------- |
| Eichengruppe Lilach Beuchel (3 Eichen) | BW   | 81280450010 | Großrinderfeld | ⊙        | 0,0           | 10. März 1992 |
| 1 Linde Krensheimer Weg                |      | 81280450002 | Großrinderfeld | ⊙        | 0,0           | 21. Dez. 1981 |
| 1 Mostbirnbaum Oberer Heuberg          | BW   | 81280450009 | Großrinderfeld | ⊙        | 0,0           | 10. März 1992 |
| 2 Eichen Gemeinholz I/8                | BW   | 81280450001 | Großrinderfeld | ⊙        | 0,0           | 21. Dez. 1981 |
| Legende für Naturdenkmal               |      |             |                |          |               |               |